# 2012年尖沙咀彌敦道塌樹事件
2012年尖沙咀彌敦道塌樹事件是指在2012年7月19日晚上於香港九龍尖沙咀彌敦道所發生的塌樹事件，事件導致5名途人受傷，事件亦使香港社會質疑政府護養樹木的成效。

## 事發經過
2012年7月19日晚上約9時30分，一棵位於尖沙咀彌敦道被列入《古樹名木冊》的10米高，直徑兩米的榕樹突然塌下，壓傷5名途人，其中一名女傷者被送到伊利沙伯醫院留醫。而位於事發現場的「栢麗購物大道」的巴士站玻璃上蓋亦被壓碎。

## 各方反應
香港大學地理學系講座教授詹志勇表示，雖然政府一直都有跟進塌樹的健康狀況，亦早已知道樹木正步向衰敗，但未知有否處理方案。同時，由於英女皇曾於1975年訪問香港，當時有政府官員認為露出地面的樹根有礙觀瞻，建造花槽以升高泥面遮蓋樹根，使樹幹腐爛感染「褐根病」，由於樹根吸收不到足夠水份及氧份，最終支撐不住便會倒塌。
時任政務司司長林鄭月娥在事發翌日上午亦前往現場巡視，她表示當局會全面檢查種在彌敦道兩旁的細葉榕，並強調當局會移除有問題的古樹。她又指出，在倒塌大樹的花槽內另有另外兩棵古樹，估計這兩棵古樹亦受細菌感染，當局會再研究和評估情況，研究是否需要移除。